# HTC HD7
HTC HD7 / Schubert — коммуникатор производства компании HTC, работающий на операционной системе Windows Phone 7. Имеет процессор Qualcomm Snapdragon QSD8250 1 ГГц и большой сенсорный экран 4.3 дюйма, поддерживающий мультитач режим. Дата выпуска коммуникатора 21 октября 2010 года.

## Особенности
Оснащается 5 Mpx камерой, позволяющей записывать видео в формате 720p.
Распространены копии этого телефона, произведённые в Таиланде.